# Prisioneros del amor
Prisioneros del amor es una telenovela colombiana realizada por Caracol Televisión para la Cadena Uno en 1996. Estuvo protagonizada por Andrea López y Carlos Humberto Camacho y con las participaciones antagónicas de Omar Fierro, Vicky Hernández, Enrique Carriazo y Lady Noriega. Fue la última telenovela que Caracol Televisión realizó como programadora antes de convertirse en canal privado.

## Sinopsis
Camila (Andrea López) es la hija de la cruel hacendada Eloísa Falcón (Vicky Hernández), conocida por todos como "La Coronela"; una viuda capaz de matar al hombre que se acerque, toque o mire a su hija.
Por culpa de su madre, el destino de Camila pareciera ser quedarse sola para siempre, pero al pueblo llega Ignacio Menocal (Carlos Humberto Camacho), un joven del que se enamora perdidamente pese a la oposición de Eloísa y de su capataz, Atilio Moncada (Enrique Carriazo), quien en realidad es el hijo de la hacendada con un antiguo amante. Otro obstáculo en el amor de la joven pareja es Damasco (Lady Noriega), una gitana y antigua prostituta que se enamora de Ignacio y cree que con su amor podrá rehacer su vida y recuperar a su hija, Azucena.
Por si esto fuera poco, tiempo después llega al pueblo Pietro Caligieri (Omar Fierro), un místico millonario obsesionado con que Camila es la reencarnación de su esposa muerta Silvia Moro. Por este motivo, Caligieri secuestra a Camila y a base de drogas alucinógenas empieza a convencerla de que ella es su difunta esposa.
Ignacio se desespera porque ahora su amada no quiere saber nada de él, ya que cree que ella está enamorada de Pietro Caligieri. Por ello, Ignacio pide a Damasco que lo ayude a rescatar a Camila.
Ignacio  aceptara casarse con Damasco, a cambio de la libertad de Camila.

## Elenco
- Omar Fierro - Pietro Caligieri
- Andrea López - Camila Falcón Altamirano / Silvia Moro
- Carlos Humberto Camacho - Ignacio Menocal / Jorge del Valle
- Vicky Hernández - Eloísa Altamirano Vda. de Falcón "La Coronela"
- Julio Medina - Ariel Santacruz
- Lady Noriega - Damasco "La Gitana"
- Margalida Castro - Rosa Menocal
- Jaime Barbini - Jorge Menocal
- Teresa Gutiérrez - Cecilia Sáenz de la Peña
- Carolina Cuervo - Azucena
- Yolanda García - Madre Superiora
- Juan Pablo Gamboa - Luis Felipe Sáenz de la Peña
- Carmenza González- Monja
- Enrique Carriazo - Atilio Moncada
- Salvatore Basile - Vulcano
- Fernando Arévalo - Marin
- Sain Castro - Trinidad
- Gustavo Londoño - Padre Vélez
- Julieta García - Erika Falcón
- Elkin Díaz - Braulio Castro
- Veronica Orozco - Teresa
- Luis Fernando Salas - Alexander
- Maguso - Nana
- Natasha Klauss - Martha
- Anna Nowicka - Lotie Geithner
- Victoriana Salcedo - Azucena Damasco
- Anderson Balsero - Capitán Valdez
- Arturo Álvarez - Miguel
- Diana Ángel - Monja
- Bernardo García
- Maria Margarita Giraldo
- Constanza Gutiérrez - Zoraida